# Hans Seidemann

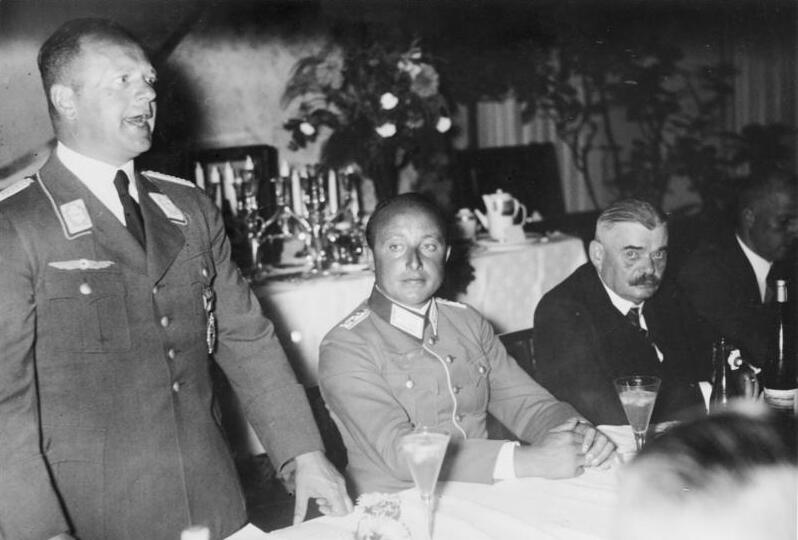
Hans Seidemann (Bildmitte) neben Erhard Milch (links) und Richard von Kehler; Präsident des Deutschen Aero Clubs (rechts) während einer Rede 1934.

Hans Hermann Ernst Seidemann (* 18. Januar 1902 in Garlin; † 27. Dezember 1967 in Braunschweig) war ein deutscher General der Flieger der Luftwaffe im Zweiten Weltkrieg.

## Leben
Seidemann trat am 15. Januar 1919 als Freiwilliger dem Landesjägerkorps unter General Georg Maercker bei, wo er zum 1. März 1919 in das Kadettenkorps wechselte. Nach seiner Grundausbildung, die Ende September 1919 geendet hatte, wurde Seidemann zum 29. September 1919 Offiziersanwärter im 9. Infanterie-Regiment der Reichswehr in Potsdam. Später agierte er dort bis Ende März 1928 als Fähnrich und Zugführer. Von April 1928 bis Oktober 1929 absolvierte Seidemann gemeinsam u. a. mit Paul Deichmann, Rudolf Meister und Kurt Pflugbeil eine geheime Fliegerausbildung in Lipezk in der Sowjetunion.
Von April 1933 bis September 1933 diente er bei der Kommandantur in München und von Oktober 1933 bis Ende September 1934 als Offizier zur besonderen Verwendung beim Chef der Heeresleitung, wo Seidemann eine geheime Generalstabsausbildung absolvierte.
1932 und 1934 nahm er am Europarundflug teil und belegte u. a. 1932 mit einer Heinkel He 64b den ersten Platz im Wettbewerb Rallye, 1934 mit einer Fieseler Fi 97 den ersten Platz im Wettbewerb Kurzlandung und auch im Endergebnis den dritten Platz. Im Mai 1937 wurde er u. a. Sieger des Isle-of-Man-Luftrennens. Durch seine sportlichen Erfolge erlangte er internationales Ansehen, u. a. in Großbritannien.
Zum 1. Oktober 1934 trat Seidemann zu der im Aufbau begriffenen Luftwaffe über. Bis Ende Juni 1936 war er zunächst Referent im Reichsluftfahrtministerium; von Juli 1936 bis März 1938 war er Gruppenleiter in der 1. Abteilung des Generalstabs der Luftwaffe. Vom 1. April 1938 bis 30. November 1938 war er Kommandeur der III. Gruppe im Lehr-Geschwader Greifswald, von wo aus er am 1. Dezember 1938 als Chef des Stabes der Legion Condor unter Wolfram von Richthofen wechselte. In dieser Funktion nahm Seidemann am Spanischen Bürgerkrieg teil; das Deutsche Reich unterstützte General Franco und seine Putschisten.
Nach seiner Rückkehr nach Deutschland Ende Juni 1939 war Seidemann vom 1. Juli bis zum 26. Dezember 1939 im Stab des Fliegerführers z. b. V. (hieraus entstand später das VIII. Fliegerkorps; beide Positionen des Kommandeurs waren u. a. durch Wolfram von Richthofen besetzt) bei der Heeresgruppe Süd. Am 27. Dezember 1939 wurde Seidemann zum Chef des Generalstabs des VIII. Fliegerkorps ernannt, das er im Rahmen des Westfeldzuges bis zum 5. August 1940 führte. Oberst Rudolf Meister übernahm das Kommando am 16. Oktober 1940.
Seidemann wurde zum 6. August 1940 in den Stab des Luftflotten-Kommandos 2 abkommandiert, wo er am 10. Oktober 1940 zum Chef des Generalstabs der Luftflotte 2 unter dem Kommando von Generalfeldmarschall Albert Kesselring in Braunschweig ernannt wurde. Dort blieb er bis Ende Juli 1942 und wurde am 20. März 1942 mit dem Ritterkreuz ausgezeichnet. Am 24. August 1942 wurde Seidemann zum Fliegerführer Afrika ernannt. Er löste dort General Otto Hoffmann von Waldau ab und fungierte anschließend in dieser Position bis zum 11. Februar 1943. Am 12. Februar 1943 erhielt der Fliegerführer Afrika die neue Bezeichnung Fliegerkorps Tunis, zu dessen Kommandierendem General Seidemann ebenfalls ernannt wurde. Das Korps führte er dann bis zur Kapitulation der Heeresgruppe Afrika am 14. Mai 1943, wurde noch rechtzeitig nach Deutschland ausgeflogen und übernahm am 18. Mai 1943 als Kommandierender General das VIII. Fliegerkorps. In dieser Funktion nahm er am Unternehmen Zitadelle teil und erhielt am 18. November 1944 das Eichenlaub zum Ritterkreuz. Das VIII. Fliegerkorps unterstand Seidemann dann bis zum 25. Januar 1945. Vom 25. Januar bis zum 28. April 1945 war er Befehlshaber des Luftwaffenkommandos Schlesien und vom 29. April bis zum 9. Mai 1945 Befehlshaber des Luftwaffen-Kommandos VIII.
Nach dem Krieg gehörte er ab Juli 1950 als Vertreter der Luftwaffe der Organisation Gehlen an. Er bildete mit Adolf Heusinger, Hermann Foertsch, Hans Speidel und Eberhard Godt ein „Gremium aus deutschen militärischen Sachverständigen“ der Regierung Adenauer. Seidemann und Goth gehörten später aber nicht zu der fünfzehnköpfigen Gruppe des Himmeroder Kreises. Er leitete zwar die Gruppe Luft, an seiner Stelle wurde aber Werner Panitzki nach Bonn geschickt. Er selbst spielte anschließend wohl keine aktive Rolle mehr im Aufbau der Bundeswehr.